# Klárafalva
Klárafalva là một thị trấn thuộc hạt Csongrád, Hungary. Thị trấn này có diện tích 9,1 km², dân số năm 2010 là 504 người, mật độ 55 người/km².